# Delos W. Lovelace
Delos Wheeler Lovelace (1894-1967) es el autor de la novelización original del film King Kong, de 1933.
Esta novela fue publicada en forma de serie en el Mystery Magazine en 1932 y en forma de libro poco antes del estreno de la película.
Lovelace era un reportero del New York Daily News y del New York Sun en los años 1920, y fue el marido de Maud Hart Lovelace, autora de éxito entre lectores jóvenes.
Lovelace fue el autor de un par de decenas de libros, incluyendo una biografía del jugador de fútbol Knute Rockne y otra de Dwight D. Eisenhower.
También coescribió tres libros con su esposa.

### Cuentos
- Auction(con Maud Hart Lovelace) (ss) The Country Gentleman 2 de agosto de 1924
- Barley Straw, (ss) The Country Gentleman 23 de agosto de 1924
- Big Bite, (ss) The Country Gentleman febrero de 1926
- Bonanza, (ss) The Country Gentleman julio de 1926
- Boot, (ss) The Country Gentleman 2 de mayo de 1925
- Borghild’s Clothes (con Maud Hart Lovelace), (ss) The Modern Priscilla abril de 1922
- Carmelita, Widow (con Maud Hart Lovelace), (ss) Catholic World octubre de 1924
- Country Fair, (ss) The Country Gentleman mayo de 1926
- Country Queer, (ss) The Country Gentleman 2 de mayo de 1925
- Cutting Edge, (ss) The Country Gentleman 11 de abril de 1925
- Danny, (ss) The Country Gentleman 11 de julio de 1925
- Detour No. 1, (ss) The Country Gentleman marzo de 1928
- Dishpan, (ss) The Country Gentleman septiembre de 1927
- East Wind (con Maud Hart Lovelace) (ss) The Country Gentleman 26 de abril de 1924
- Fiddlefoot, (ss) The Saturday Evening Post 18 de julio de 1925
- Fussbudget, (ss) The American Magazine febrero de 1928
- Gimme Gal, (ss) Success julio 1927
- Good Ideal, (ss) The Country Gentleman 22 de agosto de 1925
- Good Provider, (ss) The Country Gentleman mayo de 1929
- Inheritance, (ss) The Country Gentleman 20 de diciembre de 1924
- Kitchen View, (ss) The Country Gentleman mayo de 1927
- Land (with Maud Hart Lovelace), (ss) Liberty 9 de agosto de 1924
- Laughing Tyrant (con Maud Hart Lovelace), (ss) The Country Gentleman 29 de marzo de 1924
- Little of Both,A, (ss) The Popular Magazine 20 de septiembre de 1925
- Lucky Year, (ss) The Country Gentleman 7 de febrero de 1925
- The Maid and the Hope Chest (con Maud Hart Lovelace) (ss) Metropolitan Magazine mayo de 1924
- Neighbors (con Maud Hart Lovelace) (ss) The Country Gentleman 27 de septiembre de 1924
- Old Chris Pedersen, (ss) The Country Gentleman diciembre 1925
- One Day to Live (con Maud Hart Lovelace) (ss) The Delineator octubre de 1925
- Proud Old Rooster, (ss) The American Magazine marzo de 1928
- Pull-Away, (ss) The Country Gentleman 28 de marzo de 1925
- Sleeping Cold, (ss) The Saturday Evening Post 25 de febrero de 1928
- Sold, (ss) The Country Gentleman 1 de agosto de 1925
- Stubborn Stebbins, (ss) The Country Gentleman noviembre de 1928
- Swap, (ss) The Country Gentleman 23 de mayo de 1925
- Toe of the Stocking, (ss) The Country Gentleman diciembre de 1926
- Venture, (ss) Liberty 1 de mayo de 1926
- Wheat, (ss) Ladies Home Journal julio de 1924
- Whip Hand, (ss) The Country Gentleman 13 de junio de 1925
- Yes, Ma’am!, (ss) The Country Gentleman mayo de 1928